# La Serpent
Serpent – miejscowość i gmina we Francji, w regionie Oksytania, w departamencie Aude.
Według danych na rok 1990 gminę zamieszkiwało 85 osób, a gęstość zaludnienia wynosiła 9 osób/km² (wśród 1545 gmin Langwedocji-Roussillon Serpent plasuje się na 816. miejscu pod względem liczby ludności, natomiast pod względem powierzchni na miejscu 783.).

## Zabytki
Zabytki w miejscowości posiadające status monument historique:
- zamek w La Serpent (château de La Serpent)